# Prosciutto
Prosciutto este o carne din pulpă de porc/mistreț specifică bucătăriei italiene, sărată și uscată. Prosciutto Crudo este crud și Prosciutto Cotto este gătit. Prosciutto crudo se servește de obicei sub formă de felii subțiri.
Mai multe regiuni din Italia au propriile variante de prosciutto crudo, fiecare cu grade de statut protejat, dar cele mai apreciate sunt prosciutto di Parma DOP, din regiunea Emilia-Romagna, și prosciutto di San Daniele DOP, din regiunea Friuli-Veneția Giulia. Spre deosebire de speck (Speck Alto Adige IGP) din regiunea Tirolului de Sud, prosciutto nu este afumat. Există și o tradiție de preparare a prosciutto-ului în sudul Elveției.
În italiană, prosciutto înseamnă orice fel de șuncă (jambon), fie preparată prin uscare (prosciutto crudo sau pur și simplu crudo) sau gătită (prosciutto cotto).  Cuvântul „prosciutto” în sine nu este denumire protejată; șunca fiartă poate fi în mod legal vândută ca prosciutto, ceea ce se și practică în țările vorbitoare de limbă engleză (de obicei ca prosciutto cotto provenită din Italia sau făcută în stil italian).  
Tipuri de Prosciutto Crudo:
- Prosciutto di Norcia[11][12]
- Prosciutto di Parma[13][14]
- Prosciutto di San Daniele[15][16]

## Galerie

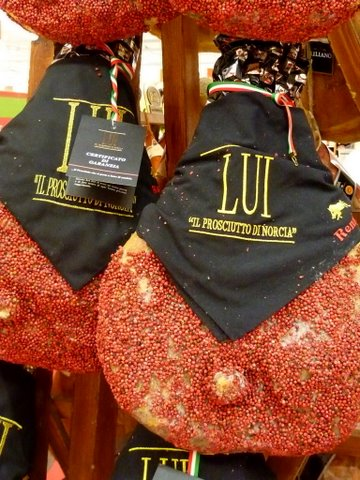
Prosciutto di Norcia
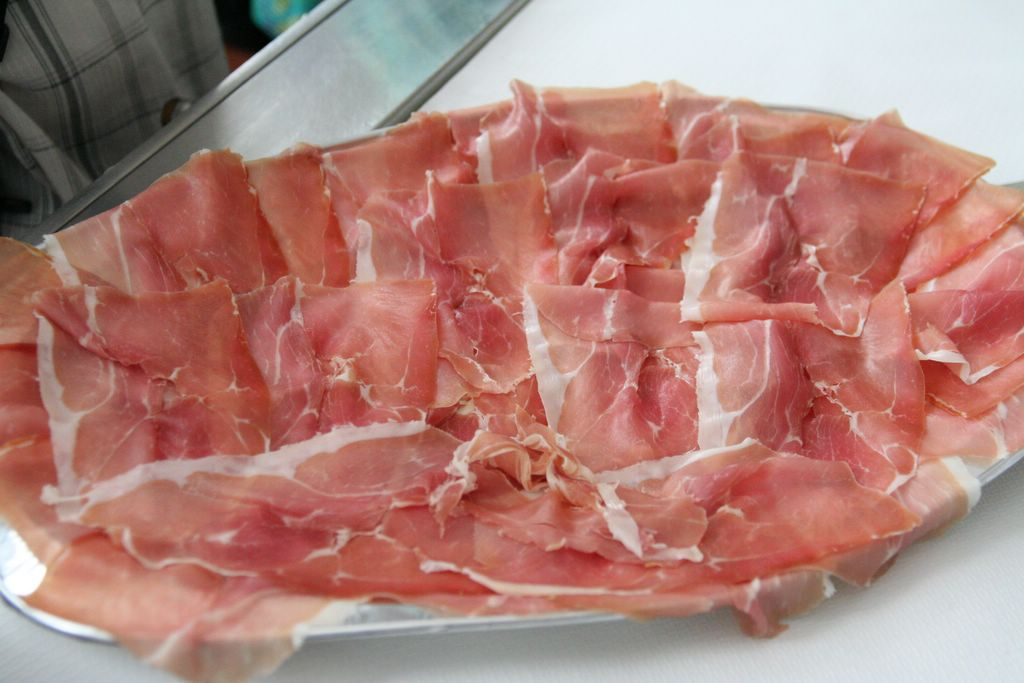
Prosciutto di Parma
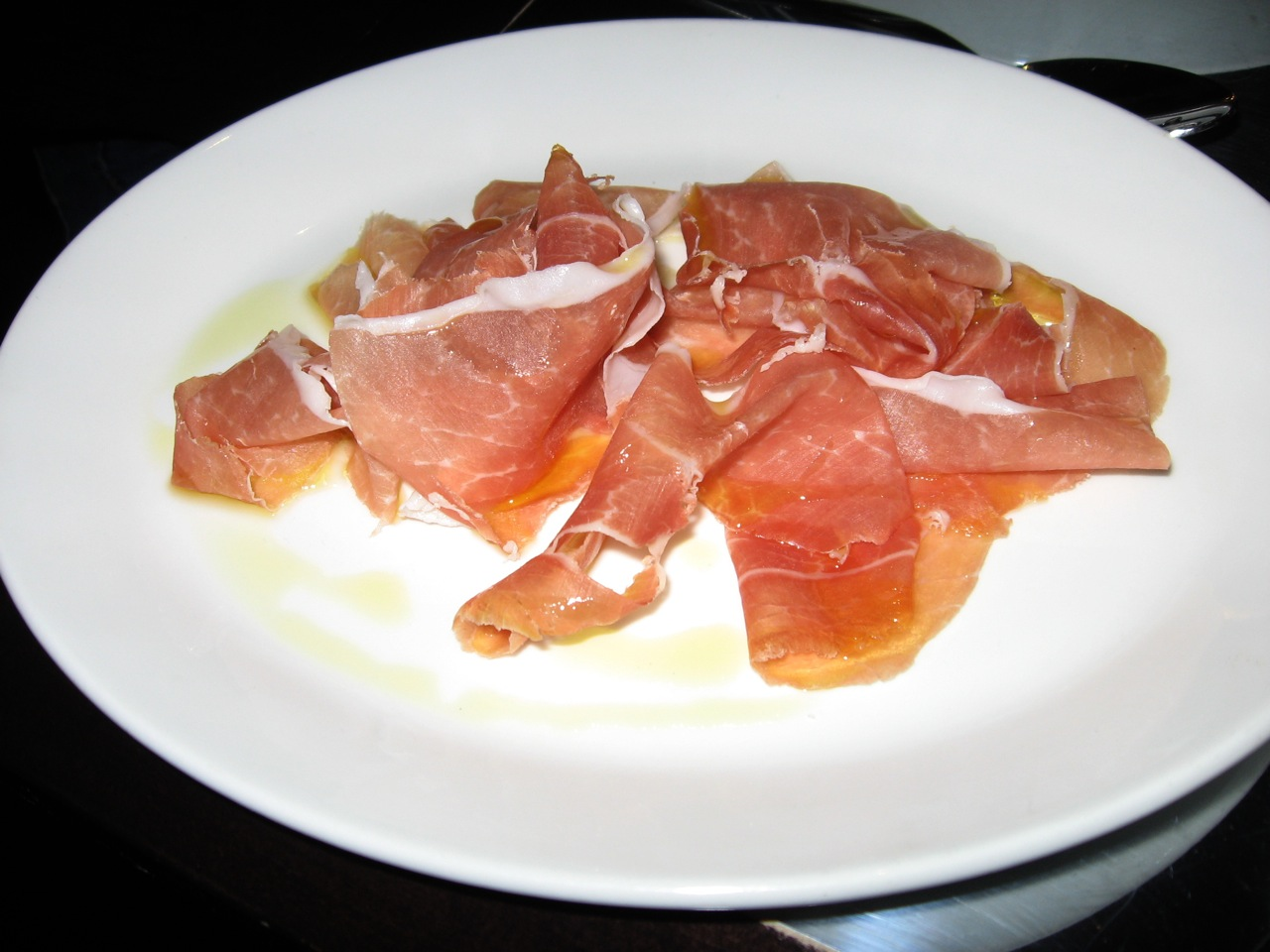
Prosciutto di San Daniele
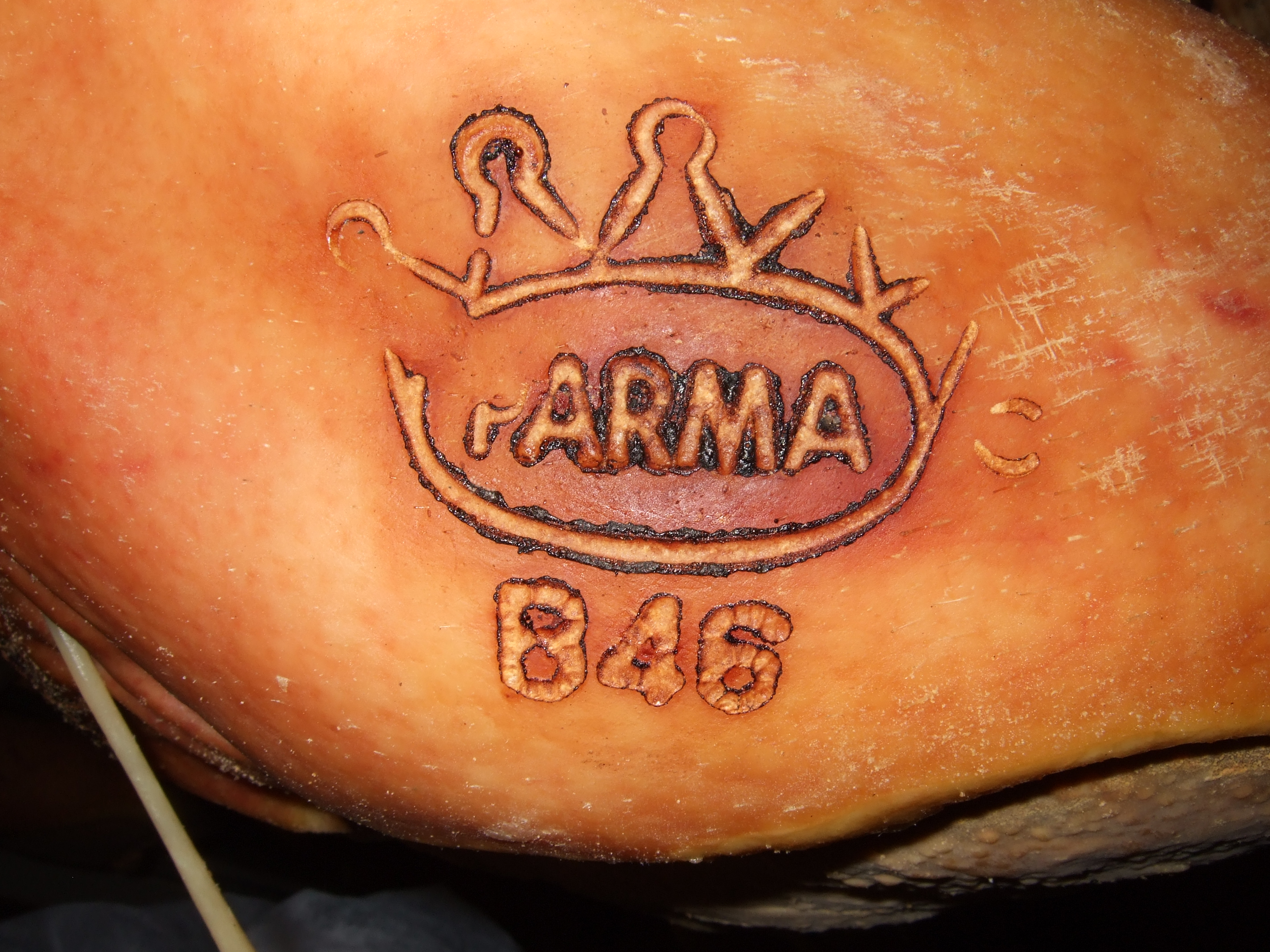
Prosciutto di Parma
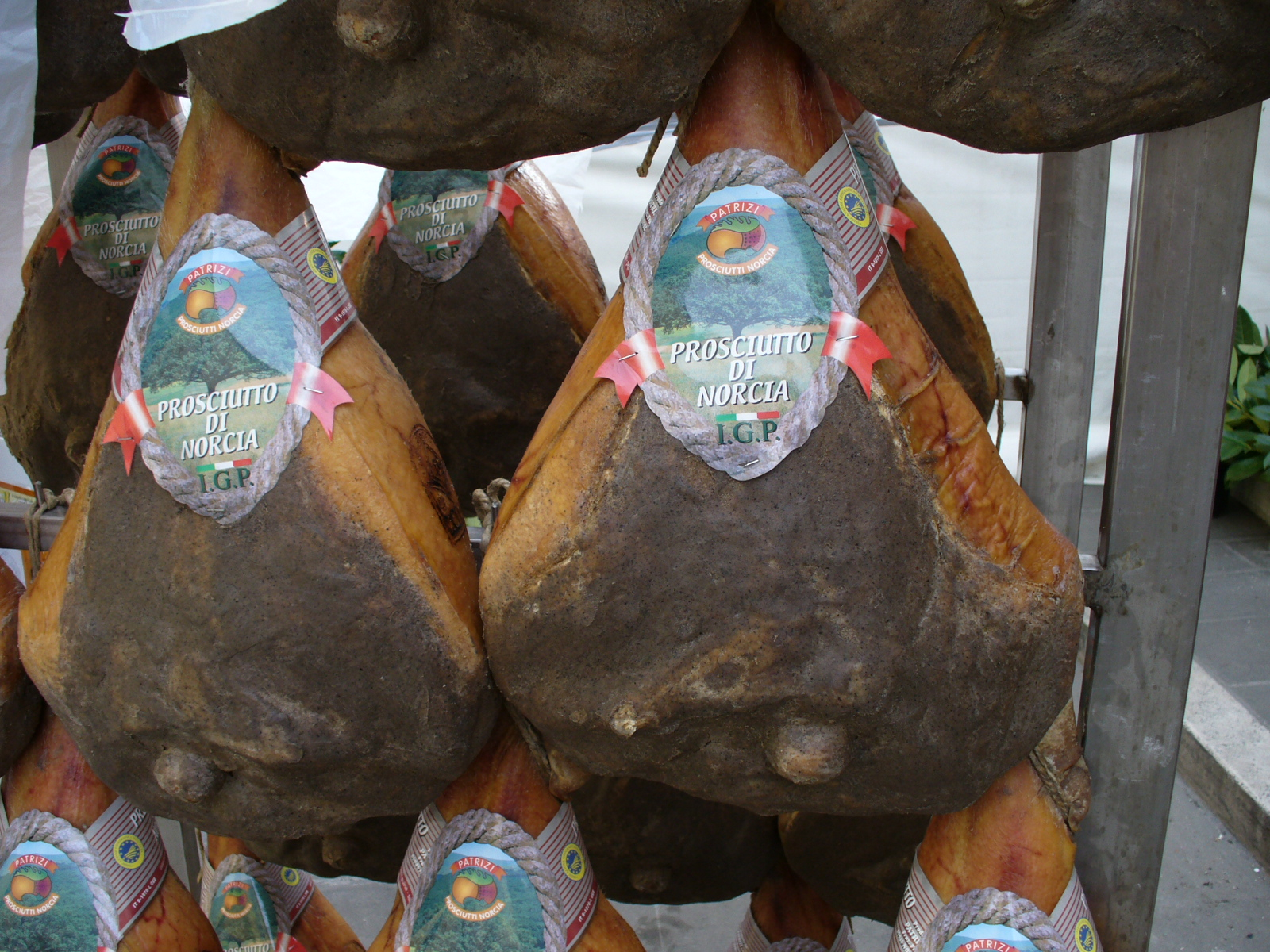
Prosciutto di Norcia